# Ecpatites callipolia
Ecpatites callipolia là một loài bướm đêm trong họ Geometridae.